# Cytisus kreczetoviczii
Cytisus kreczetoviczii là một loài thực vật có hoa trong họ Đậu. Loài này được Wissjul. miêu tả khoa học đầu tiên.